# Tresner Horn
Tresner Horn (wł. Monte Roen) – szczyt w paśmie Nonsberg, w Alpach Wschodnich. Leży w regionie Trydent-Górna Adyga, w północnych Włoszech.